# Упоровка (Саратовская область)
Упоровка  — село в Екатериновском районе Саратовской области России. Входит в состав Галаховского муниципального образования. Основано в 1816 году. 

## География
Село находится в северной части Саратовского Правобережья, в пределах Окско-Донской равнины, в степной зоне, на берегах реки Баланды, на расстоянии примерно 29 километров (по прямой) к юго-юго-западу (SSW) от посёлка городского типа Екатериновки. Абсолютная высота — 203 метра над уровнем моря.
Климат
Климат характеризуется как континентальный с холодной малоснежной зимой и сухим жарким летом. Среднегодовая температура воздуха — 4,6 °C. Средняя многолетняя температура самого холодного месяца (января) составляет −13 °С (абсолютный минимум — −43 °С), температура самого тёплого (июля) — 20 °С (абсолютный максимум — 40 °С). Средняя продолжительность безморозного периода 140—150 дней. Среднегодовое количество атмосферных осадков — 500 мм, из которых 225—320 мм выпадает в период с апреля по октябрь. Снежный покров держится в среднем 130—140 дней в году.
Часовой пояс
Село Упоровка, как и вся Саратовская область, находится в часовой зоне МСК+1. Смещение применяемого времени относительно UTC составляет +4:00.

## Население
| 2002 | 2010 |
| ---- | ---- |
| 251  | ↘196 |

Половой состав
По данным Всероссийской переписи населения 2010 года в половой структуре населения мужчины составляли 52,6 %, женщины — соответственно 47,4 %.
Национальный состав
Согласно результатам переписи 2002 года, в национальной структуре населения русские составляли 97 % из 251 чел.

## История
Название села Упоровка происходит от прилагательного "упорный" или "упорствующий человек" — то есть человека, проявляющего черту характера — упорство в достижении результата, цели. Упорство не следует путать с упрямством. Это доказывают карты 1908, 1909 и 1910 годов (https://commons.wikimedia.org/wiki/File:Sever-saratovskoy-gub-1910.jpg).